# The Mail on Sunday
The Mail on Sunday er en britisk konservativ avis, der er udgivet i et tabloidformat. Det er den største sælgende søndagsavis i England og blev lanceret i 1982 af Lord Rothermere.
Dens søsteravis, Daily Mail, blev første gang offentliggjort i 1896.